# 島由理子
島 由理子（しま ゆりこ、1959年7月12日 - ）は、日本の元女子サッカー選手。元サッカー日本女子代表。

## 来歴
FCジンナンに在籍し、1980年3月に開催された第1回全日本女子サッカー選手権大会では、高槻女子FCとの決勝戦にて決勝ゴールをあげ最優秀選手に選ばれた。
FCジンナン在籍時の1981年に1981 AFC女子選手権のために初めてサッカー日本女子代表が編成された際に代表に選出された。6月7日、この大会の初戦、チャイニーズタイペイ代表との試合で日本代表デビューした。この試合は日本代表にとって初めての国際Aマッチだった。この大会の全3試合に出場した。その後、9月9日のポートピア'81国際女子サッカー大会のイタリア戦にも出場した。イタリア戦では0-9で敗れ、この試合は日本代表史上最大の点差での敗戦となった。日本代表には通算で4試合に出場した。

## 代表歴
- 1981年6月7日 - A代表初出場 - チャイニーズタイペイ戦

### 出場大会など
- 1981 AFC女子選手権

### 試合数
- 国際Aマッチ 4試合（1981）

| 日本代表 | 国際Aマッチ | 国際Aマッチ |
| 年       | 出場        | 得点        |
| -------- | ----------- | ----------- |
| 1981     | 4           | 0           |
| 通算     | 4           | 0           |

### 出場
| # | 開催日         | 開催地 | 会場                 | 相手                 | 結果 | 監督     | 大会          |
| - | -------------- | ------ | -------------------- | -------------------- | ---- | -------- | ------------- |
| 1 | 1981年06月07日 | 香港   |                      | チャイニーズタイペイ | ●0-1 | 市原聖曠 | アジア選手権  |
| 2 | 1981年06月11日 | 香港   |                      | タイ                 | ●0-2 | 市原聖曠 | アジア選手権  |
| 3 | 1981年06月13日 | 香港   |                      | インドネシア         | ○1-0 | 市原聖曠 | アジア選手権  |
| 4 | 1981年09月09日 | 東京都 | 国立西が丘サッカー場 | イタリア             | ●0-9 | 市原聖曠 | ポートピア'81 |